# Telejornal
Telejornal es el informativo central de la cadena portuguesa RTP1, y es el noticiero más antiguo de la televisión portuguesa. Comenzó a emitirse en el 19 de octubre de 1959. Es emitido también simultáneamente en RTP Internacional y RTP África.

## Historia
Antes de la existencia del informativo (aproximadamente en 1957), la TV pública emitía avances noticiosos a lo largo de su programación, pero estos no eran diarios. A partir de 1959, esto se hizo realidad: nacía el único informativo por aquel entonces, con el nombre de Telejornal.
El 16 de octubre de 1978, debido a la renovación de RTP1 y RTP2, el noticiero recibe el nombre de Jornal da RTP-1, regresando a su nombre original el 15 de octubre de 1979.
Cubrió coberturas históricas, como por ejemplo:
- El levantamiento militar Revolución de los Claveles, en 1974.

- La muerte de Sá Carneiro.

- Las elecciones de 1980.

- El ingreso de Portugal a la CEE.

- La campaña portuguesa en los Juegos Olímpicos de 1984 y 1988

- El incendio del Chiado.

En 1991, renueva toda su imagen gráfica, juntamente con el plató, y con ello el Telejornal recibe nuevos presentadores, Judite de Sousa, Manuela Moura Guedes, y José Rodrigues dos Santos, (quién aun permanece en el aire).
Durante la década de los 90, se encargó de cubrir la masacre de Santa Cruz en las islas Timor o el cierre del puente 25 de Abril, llegando a convertirse en líder de audiencias.
Después del declinio de audiencia sufrido a principios de los años 2000, con hechos como el 11 de septiembre de 2001 o la Guerra de Irak permitieron que el telediario recupere credibilidad.
El 28 de enero de 2002, José Alberto Carvalho, quien ya había trabajado en la RTP, regresa para conducir junto a Rodrigues dos Santos el telediario.
RTP fue la primera estación televisiva que cubrió el inicio de dicha guerra, mostrando en la madrugada del 19 de marzo de 2003 los bombardeos registrados vçoa webcam por los corresposnsales que se enviaron allí.
El 31 de marzo de 2004, el telediario obtiene un nuevo escenario en las nuevas instalaciones de RTP en Cabo Ruivo, Lisboa. Mientras que Judite de Sousa vuelve a presentar Telejornal en los fines de semana.
En 2008, junto con un nuevo escenario y gráfica, se presenta a João Adelino Faria, quien venía de SIC Noticias, como el nuevo conductor de Telejornal, junto a Rodrigues dos Santos.
Desde 2009, cuenta con el servicio video-on-demand llamado O meu Telejornal, donde los usuarios pueden crear su propio telediario a partir de los informes y las noticias presentadas allí.
En febrero de 2011, se conoció la salida de José Alberto Carvalho y Judite de Sousa, quienes fueron a TVI. Meses después, en septiembre, por motivo del nacimiento de RTP Informação, el telediario recibe un nuevo estudio.
En marzo de 2016, en el mes en el que RTP cumple 59 años en el aire, el telediario recibe un nuevo estudio y nueva gráfica, que es inspirado en la gráfica de RTP3.
El 19 de octubre de 2019, Telejornal cumplió 60 años en el aire, lo cual hubo una edición especial ese día, la cual fue presentado por Rodrigues dos Santos y Adelino Faria juntos. Además, el noticiero ganó una nueva gráfica, y una reversión de la cortina musical, hecha por la orquesta del Teatro Nacional de São Carlos.

## Actuales conductores del noticiero
| Nombre                    | Años          | Días            |
| ------------------------- | ------------- | --------------- |
| José Rodrigues dos Santos | 1991-presente | Todos los días  |
| João Adelino Faria        | 2008-presente | Todos los días  |
| Cristina Estevez          | 2012-presente | Fines de semana |
| Ana Lourenço              | 2020-presente | Recurrentemente |

## Periodistas que presentaron Telejornal
- Fernando Balsinha

- Adriano Cerqueira

- Carlos Blanco

- José Fialho Gouveia

- Henrique Mendes

- Isabel Wolman

- José Côrte-Real

- José Eduardo Moniz

- Manuela Moura Guedes (actualmente en la SIC).

- Raul Durão

- Maria Elisa Domingues

- Dina Aguiar (actual presentadora de Portugal em Direto).

- Clara de Sousa (actualmente en la SIC).

- Fátima Campos Ferreira

- José Alberto Carvalho (actualmente en TVI).

- Judite de Sousa

- Carlos Daniel (actual presentador de Jornal da Tarde).

- Antonio Esteves (actualmente en RTP2 y RTP3).

- João Tomé de Carvalho (actual presentador de Bom Dia Portugal).

## Ediciones
Posee una edición matinal llamada Bom Dia Portugal, otra vespertina llamada Jornal da Tarde y una regional llamada Portugal em Direto.
- Datos: Q7696288